# Pierre Dalphond
Pierre Dalphond, né le 1er mai 1954, est un avocat, médiateur, juge et un sénateur canadien. 

## Biographie
Né à Joliette, Pierre Dalphond est diplômé de l'Université de Montréal, où il obtient sa licence en droit, et de l'université d'Oxford où il complète une maîtrise en philosophie politique et en droit en 1982. Il est admis au Barreau du Québec en 1979. Il a exercé dans les domaines du droit civil, du droit des affaires, du droit de l'énergie et du droit administratif et constitutionnel. Il est nommé juge à la Cour supérieure du Québec en 1995, puis juge à la  Cour d'appel du Québec en 2002. En 2014 il quitte la magistrature et revient à la pratique privée, se spécialisant en arbitrage et en médiation commerciale. En janvier 2017 il devient membre du Tribunal arbitral du sport.
Le 6 juin 2018, il est nommé sénateur sur recommandation du premier ministre Justin Trudeau. Il fait partie du Groupe des sénateurs indépendants jusqu'au 21 mai 2020. À cette date, Dalphond rejoint le Groupe progressiste du Sénat. Son arrivée porte le nombre de sénateurs du groupe à neuf, ce qui lui rend son statut officiel.

## Honneurs
- Membre honoraire à vie du Jeune Barreau de Montréal[2]
- Médaille du jubilé d'or de la reine Élisabeth II (2002)[2]